# Кері (Іллінойс)
Кері (англ. Cary) — селище (англ. village) в США, в окрузі Макгенрі штату Іллінойс. Населення — 17 826 осіб (2020).

## Географія
Кері розташоване за координатами 42°12′44″ пн. ш. 88°14′59″ зх. д. / 42.21222° пн. ш. 88.24972° зх. д. (42.212144, -88.249627).  За даними Бюро перепису населення США в 2010 році селище мало площу 16,46 км², з яких 16,24 км² — суходіл та 0,23 км² — водойми.

## Демографія
Згідно з переписом 2010 року, у селищі мешкала 18 271 особа в 6045 домогосподарствах у складі 4913 родин. Густота населення становила 1110 осіб/км².  Було 6258 помешкань (380/км²).
Расовий склад населення:
| - 91,9 % — білих - 2,4 % — азіатів - 0,7 % — чорних або афроамериканців - 0,2 % — корінних американців - 3,1 % — осіб інших рас |

До двох чи більше рас належало 1,7 %. Частка іспаномовних становила 8,9 % від усіх жителів.
За віковим діапазоном населення розподілялося таким чином: 30,8 % — особи молодші 18 років, 62,4 % — особи у віці 18—64 років, 6,8 % — особи у віці 65 років та старші. Медіана віку мешканця становила 37,0 року. На 100 осіб жіночої статі у селищі припадало 97,4 чоловіків;  на 100 жінок у віці від 18 років та старших — 95,0 чоловіків також старших 18 років.
Середній дохід на одне домашнє господарство  становив 105 235 доларів США (медіана — 96 130), а середній дохід на одну сім'ю — 113 584 долари (медіана — 106 545). Медіана доходів становила 75 693 долари для чоловіків та 50 208 доларів для жінок. За межею бідності перебувало 8,8 % осіб, у тому числі 12,7 % дітей у віці до 18 років та 10,0 % осіб у віці 65 років та старших.
Цивільне працевлаштоване населення становило 9496 осіб. Основні галузі зайнятості: освіта, охорона здоров'я та соціальна допомога — 19,6 %, виробництво — 15,6 %, науковці, спеціалісти, менеджери — 12,6 %, роздрібна торгівля — 11,2 %.